# The Division Bell
The Division Bell — чотирнадцятий студійний альбом гурту Pink Floyd. Передостання студійна робота легендарного британського колективу. Виданий 30 березня 1994 року лейблом EMI/Columbia Records.
Музика здебільшого написана Девідом Ґілмором та Річардом Райтом, тексти пісень присвячені переважно темі спілкування. Запис альбому проходив в декількох місцях, в числі яких студія Britannia Row Studios, що належала Pink Floyd і Astoria, хаузбот, що належав Ґілмору, де була обладнана студія звукозапису. Разом із самою Pink Floyd, у роботі над альбомом брали участь продюсер Боб Езрін, інженер Енді Джексон і саксофоніст Дік Перрі. Співавтором багатьох текстів пісень стала Поллі Самсон, друга жінка Девіда Ґілмора. На  The Division Bell Річард Райт вперше з 1973 року, коли гурт випустив The Dark Side of the Moon, виконав партію ведучого вокалу.
The Division Bell досяг верхньої позиції хіт-парадів Великої Британії та Сполучених Штатів, однак критики поставилися до нього прохолодно. Платівка вийшла відразу після турне Pink Floyd по США та Європі. У червні 1994 року диск удостоївся в США статусу золотого платинового і двічі платинового, а в січні 1999 року став тричі платиновим. 

## Концепція
Велику частину альбому присвячено темі спілкування, ідеї про те, що розмова може допомогти людям у вирішенні багатьох проблем. Хоча Ґілмор й заперечував те, що альбом є алегорією на розкол у гурті, такі пісні як «Poles Apart», «Lost for Words» і особливо відсилання до «The day the wall came down» в композиції «A Great Day for Freedom» іноді інтерпретувалися як вказівку на давній розрив Pink Floyd з колишнім учасником гурту Роджером Вотерсом. 1994 року Ґілмор сказав: «Люди можуть щось вигадувати та ставитися до пісні по-своєму, але для нас тепер вже трохи запізно воскрешати в пам'яті Роджера». Головна тема альбому відображена в його назві: натхненням для словосполучення «The Division Bell» послужив дзвінок, що сповіщає Британський Парламент про голосування. Розвиваючи цю тему, ударник Нік Мейсон сказав, що «у нього [словосполучення] є кілька значень. Йдеться про скоєння людьми вибору — або так, або ні».
«У тому, щоб узяти ідею з реклами відчувається неполіткоректність, проте це здавалося дуже доречним».
Створена лише за кілька років після краху Східного блоку, пісня «A Great Day for Freedom» поєднує ейфорію від падіння Берлінської Стіни із враженнями від воєн та етнічних чисток, що особливо торкнулися Югославії. Пісня «Keep Talking» містить семпли промови професора Стівена Гокінга. Девід Ґілмор вперше почув його слова в телевізійній рекламі і був настільки схвильований почуттями Хокінга, що зв'язався з компанією, яка зробила той ролик, для отримання дозволу на використання запису в альбомі. В кінці альбому можна почути, як Чарлі, пасинок Ґілмора, кидає трубку телефону в розмові з менеджером Pink Floyd Стівом О'Рурком, благаючи про те, щоб йому дозволили взяти участь у створенні альбому гурту. Цей момент підкреслює основну тему альбому.

## Запис

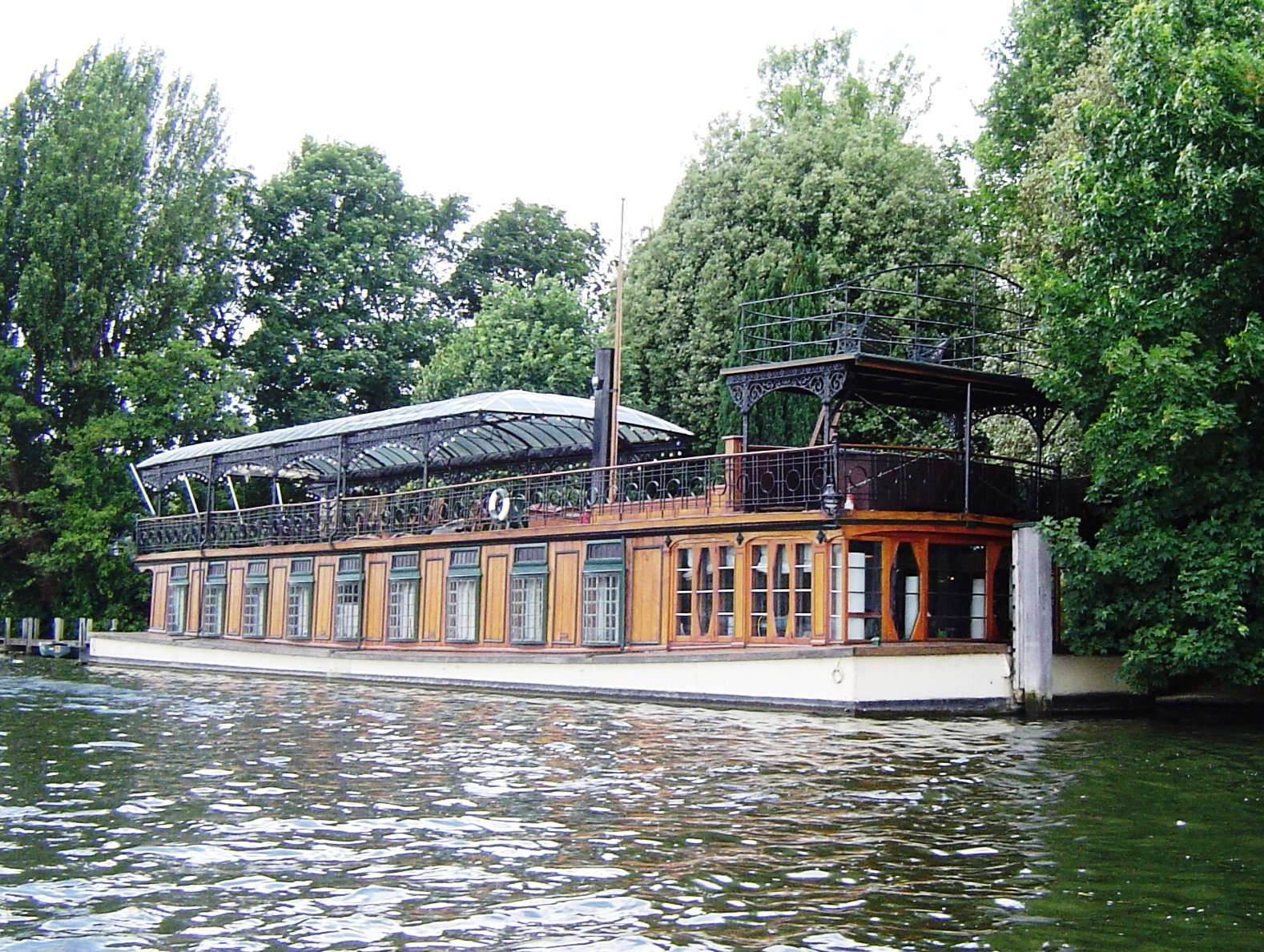
Astoria, хаузбот-студія Девіда Ґілмора

Працюючи в січні 1993 року в реконструйованій British Row Studios, Ґілмор, Мейсон і Райт почали імпровізувати з новим матеріалом. Незважаючи на те, що члени гурту спочатку відчували занепокоєння з приводу спільних записів, вже після першого дня вони стали упевненіші в собі, і незабаром до співпраці було запрошено басиста Ґая Пратта. За словами Мейсона, «проявився цікавий феномен в тому, що гра Пратта, як правило, міняла настрій тієї музики, яку ми створили». Не відчуваючи тих правових проблем, з якими була пов'язана робота над A Momentary Lapse of Reason, альбомом Pink Floyd 1987 року, Ґілмор вільно себе почував. Одного разу він таємно записав, як Райт грає на клавішах, отримавши тим самим матеріал, який надалі ліг в основу трьох уривків.
Записані імпровізації сприяли плідній роботі, і через приблизно два тижні у гурту було вже близько 65 заготовок. Коли до команди приєдналися інженер Енді Джексон та співпродюсер Боб Езрін, робота над альбомом перемістилася в хаузбот Ґілмора. Гурт слухав та голосував за кожен трек, в результаті від початкового матеріалу залишилося 27 уривків. Відкидаючи одні треки та об'єднуючи інші, гурт в підсумку залишив п'ятнадцять найсильніших, перш ніж відсікти ще чотири та отримати треклист з одинадцяти композицій. Для вибору пісень застосовувалася система балів, відповідно до якої кожний з трьох музикантів оцінював кандидата за десятибальною шкалою; система була дещо підірвана тим, що Райт вирішив присвоїти своїм пісням по 10 очок, не давши іншим нічого. Згідно з контрактом, Райт не був повноправним учасником колективу, що явно засмучувало його; пізніше він розмірковував: «Я був близький до моменту, коли б зупинив роботу над альбомом, бо не відчував, що наша угода була справедливою». Незважаючи на це, він залишився і вперше з Wish You Were Here, альбому Pink Floyd 1975 року, був зазначений у списку авторів.
У списку авторів пісень також згадувалась і нова дружина Ґілмора, Поллі Самсон. Спочатку її роль зводилася лише до підтримки чоловіка, однак згодом вона допомогла йому в написанні «High Hopes», пісні про дитинство Ґілмора та раннього етапу його життя в Кембриджі. Її участь поширилося ще на шість пісень, які не влаштовували Езріна. В інтерв'ю журналу Mojo, Ґілмор зізнався, що участь Семсон «дратувала керівництво». Езрін, однак, пізніше зазначав, що її присутність надихала Ґілмора, і що вона «об'єднала весь альбом». Крім того, Поллі допомогла Ґілмору, що після розлучення призвичаївся до кокаїну.
Перед початком запису до гурту приєдналися Ґері Уолліс та Джон Керін. Також було запрошено п'ятьох вокалістів, у тому числі співачок Сем Браун та Дурґу Макбрум, що брала участь в турі Momentary Lapse. Гурт перебрався до Olympia Studios, де за тиждень записав більшу частину «виграшних» треків. Після річної перерви колектив повернувся до хаузботу Astoria для запису додаткових треків. Езрін працював над різноманітними звуками ударних, а композитор Майкл Кеймен був зайнятий написанням струнних аранжувань. У пісні «Wearing the Inside Out» вперше за майже 20 років Дік Перрі зіграв для Pink Floyd на саксофоні. Для фінального зведення було залучено Кріса Томаса. Запис та зведення проходили з вересня по грудень в Metropolis Studios в Чизіку та лондонській Creek Recording Studios. У вересні гурт виступив на благодійному концерті в Cowdray House. Мастеринґом альбому займалися Дуг Сакс і Джеймс Гутрі в Mastering Lab в Лос-Анджелесі.

### Інструменти
За допомогою Філа Тейлора, гітарного техніка Ґілмора, Керін зміг встановити точне місце на складі, де зберігалися старі клавішні інструменти гурту, у тому числі орган Farfisa. Деякі зі звуків, отриманих за допомогою цих інструментів, використані в піснях «Take It Back» та «Marooned». На клавішних Езрін приєднався до Джона Керіна, бек-вокал записали Дурґа Макбрум, Сем Браун, Керол Кен'ян, Джекі Шеріден та Ребекка Лей-Вайт.
Ґілмор застосував в альбомі кілька стилів: у «What Do You Want from Me» простежується сильний вплив чиказького блюзу, в «Poles Apart» відчувається народний настрій. У гітарних соло з композиції «Marooned» Ґілмор використовував педаль DigiTech Whammy, щоб змінювати висоту тону на всій октаві. У «Take It Back» він вдався до EBow — електронного пристрою для імітації звуку смичка.

## Оформлення та упаковка
«Альбом створює відчуття зробленого в домашніх умовах, начебто увесь гурт грав в одному місці. Думаю, що, в порівнянні з Momentary Lapse, цього разу Рік почувався набагато більш залученим до процесу. Добре, що він повернувся».
На відміну від інших альбомів гурту, наприклад, A Momentary Lapse of Reason, у випадку з The Division Bell Pink Floyd заздалегідь встановили, що крайнім терміном для початку нового турне стане квітень 1994 року. Проте до січня гурт все ще не визначився з назвою для нового альбому. Список взятих до розгляду варіантів назви містив Pow Wow та Down to Earth. Одного разу вночі під час їди письменник Дуглас Адамс запропонував The Division Bell, фразу, що зустрічається в тексті пісні «High Hopes», і вона була прийнята.

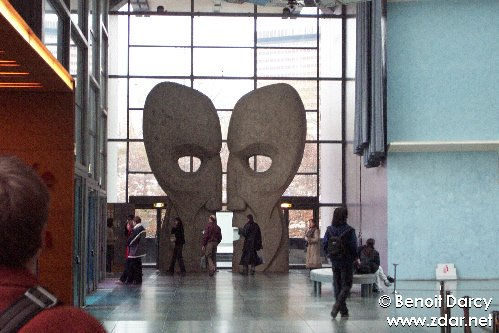
Дві величезні металеві голови, які були використані для створення обкладинки альбому

Оформленням альбому займався Сторм Торґерсон, що давно співпрацював з Pink Floyd. Він побудував на полі біля містечка Ілі дві величезні, висотою з двоповерховий автобус, металеві голови і, розташувавши їх близько одна до одної, сфотографував в профіль так, щоб створити видимість, ніби вони не просто стоять обличчям до обличчя або розмовляють, а й формують у спостерігача образ третьої особи. Скульптури розробив Кейт Бріден, а зібрав Джон Робертсон. На тлі видно Собор Ілі. Останнім часом голови знаходяться в залі слави рок-н-ролу в Клівленді, штат Огайо.
У Великій Британії та США альбом вийшов на CD, вінілі та аудіокасетах, при цьому своє специфічне оформлення було у кожного формату. Для оформлення касет Аден Хайнс спорудив дві кам'яні скульптури заввишки 7,5 метра та сфотографував в тому ж стилі, що і металеві. Оформлення буклету CD будується навколо тієї ж теми, зображення двох голів формується різними предметами, наприклад, газетою на розвороті з текстом «A Great Day for Freedom», кольоровим склом на «Poles Apart», боксерськими рукавицями на «Lost for Words». На другій та третій сторінках буклета показано зображення чилійської обсерваторії Ла-Сілья. Зліва на лицьовій стороні коробки надруковано назву гурту Pink Floyd, виконану шрифтом Брайля.

## Реліз та критика
10 січня 1994 року на колишній американській військово-морській авіабазі в Північній Кароліні відбулася зустріч з пресою, в рамках якої були анонсовані новий альбом та світове турне. Спеціальний дирижабль Skyship 600, розроблений у Великій Британії, літав над США, поки не повернувся у Віксвілль, де 27 червня був знищений грозою. Уламки повітряного судна розпродано як сувеніри. 21 березня у Великій Британії Pink Floyd провели ще одну зустріч. Цього разу був використаний прозорий розфарбований під рибину дирижабль A60, що здійснив політ над Лондоном з журналістами на борту. Дирижабль запускали в Північній Європі. Він підсвічувався зсередини, щоб бути помітнишим у нічному небі.
Вихід The Division Bell здійснено на лейблі EMI Records 28 березня 1994 року у Великій Британії і 4 квітня в Сполучених Штатах, в обох країнах альбом став лідером продажів. 1 квітня 1994 року в Британії платівка отримала статус срібної та золотої, через місяць стала платиновою, а 1 жовтня — двічі платиновою. У США диск став двічі платиновим 6 червня 1994, а 29 січня 1999 року удостоївся статусу тричі платинового.
«Просто сміття... нісенітниця від початку до кінця».
Попри високий рівень продажів, критики прохолодно прийняли альбом. Том Сінклер з Entertainment Weekly поставив йому оцінку «D», написавши при цьому, що «Жадібність — єдине можливе пояснення для цього поверхневого, порожнистого альбому, примітного головним чином нудотним поєднанням помпезності прогресивного року з бриньканням нью-ейджа». Том Грейвз (журнал Rolling Stone) розкритикував виконання Ґілмора, заявивши, що його гітарні соло стали так само легко забуватися, як колись вони не стиралися з пам'яті, і додав, що «тільки у „What do You Want from Me“ схоже, що Ґілмора хвилює звучання». Втім, у 1995 році альбом був висунутий на здобуття премії Brit Awards в номінації «Найкращий британський альбом», однак поступився альбому Parklife гурту Blur. У березні того ж року за композицію «Marooned» гурт удостоївся Ґреммі в категорії «Найкраще інструментальне рок виконання».
У 2011 в Uncut Pink Floyd: The Ultimate Music Guide Грем Томсон пише, що The Division Bell "може просто бути темною конячкою канону Floyd. Відкриваючий триптих пісень є надзвичайно вражаючим поверненням до чогось дуже близького до вічної сутності Pink Floyd, і вагома частина решти зберігає тиху силу і медитативність, що видає справжнє почуття єдності ".

## Тур
Тур на підтримку The Division Bell стартував на стадіоні Joe Robbie Stadium в передмісті Маямі. Концерт відкривала пісня 1967 року «Astronomy Domine», потім виконано пісні з A Momentary Lapse of Reason, альбому 1987 року, і з The Division Bell. Також в сетлисті були наявні пісні як із Wish You Were Here та The Dark Side of the Moon, так і з The Wall. Під час туру у виступах брали участь Сем Браун, Джон Керін, Клаудія Фонтейн, Дурґа Макбрум, Дік Перрі, Ґай Пратт, Тім Ренвік і Ґері Уолліс. Тур продовжився виступами в Америці у квітні, травні та в середині червня, потім у Канаді, а в липні — знову в США. Коли наприкінці липня почалася європейська частина туру, Вотерс отримав запрошення приєднатися до гурту, але відмовився і пізніше висловив своє роздратування тим, що деякі старі пісні Pink Floyd знову виконувалися на великих концертах. 12 жовтня, в першу ж ніч британського етапу туру, обрушилася трибуна, розрахована на 1200 глядачів, серйозних травм тоді ніхто не отримав, а виступ було перенесено.

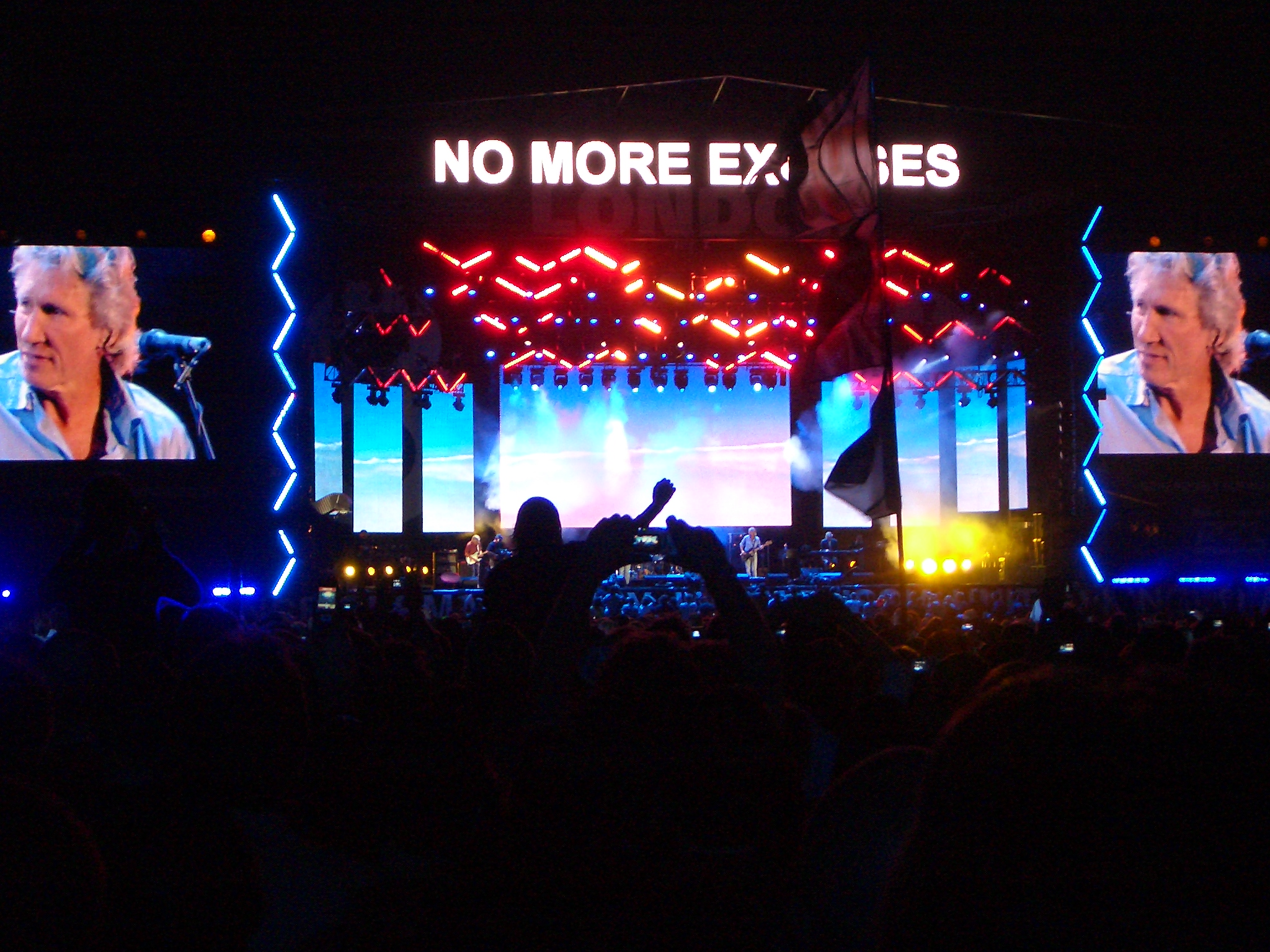
Останній виступ гурту на концерті Live 8, 2005 рік

Під час туру хтось, хто назвався Publius, розмістив в інтернеті повідомлення, що закликає шанувальників гурту вирішити загадку, яка, можливо, прихована в альбомі The Division Bell. Достовірність повідомлення підтвердилася, коли під час концерту на стадіоні Giants Stadium в Нью-Джерсі перед сценою білим світлом були написані слова «Enigma Publius». У жовтні 1994 року, на концерті в Ерлз-Корті, що транслювалося по телебаченню, слово «Enigma» проєктувалося на сценічні декорації. Пізніше Нік Мейсон визнав, що загадка Publius'а існувала і була задумкою звукозаписної компанії, а не гурту. Станом на 2012 рік загадка залишається нерозв'язаною.
Тур завершився концертом в Ерлз-Корті 29 жовтня 1994 року, після цього гурт не виступав аж до серії концертів Live 8. Загальна кількість проданих за час туру квитків оцінюється більш ніж у 5,3 млн штук, а прибуток — приблизно в $100 млн. У червні 1995 року побачив світ концертний альбом Pulse, матеріал для якого записувався впродовж туру.

## Список пісень
| #     | Назва                      | Автор слів                      | Автор музики              | Тривалість |
| ----- | -------------------------- | ------------------------------- | ------------------------- | ---------- |
| 1.    | «Cluster One»              | —                               | Девід Ґілмор, Річард Райт | 5:58       |
| 2.    | «What Do You Want from Me» | Ґілмор, Поллі Семсон            | Ґілмор, Райт              | 4:21       |
| 3.    | «Poles Apart»              | Ґілмор, Самсон, Нік Лерд-Клауес | Ґілмор                    | 7:04       |
| 4.    | «Marooned»                 | —                               | Ґілмор, Райт              | 5:29       |
| 5.    | «A Great Day for Freedom»  | Ґілмор, Семсон                  | Ґілмор                    | 4:17       |
| 6.    | «Wearing the Inside Out»   | Ентоні Мур                      | Райт                      | 6:49       |
| 7.    | «Take It Back»             | Ґілмор, Самсон, Лерд-Клауес     | Ґілмор, Боб Езрін         | 6:12       |
| 8.    | «Coming Back to Life»      | Ґілмор                          | Ґілмор                    | 6:19       |
| 9.    | «Keep Talking»             | Ґілмор, Семсон                  | Ґілмор, Райт              | 6:11       |
| 10.   | «Lost for Words»           | Ґілмор, Семсон                  | Ґілмор                    | 5:14       |
| 11.   | «High Hopes»               | Ґілмор, Семсон                  | Ґілмор                    | 8:31       |
| 66:32 |                            |                                 |                           |            |

## Учасники запису
| Pink Floyd - Девід Ґілмор (англ. David Gilmour) — вокал, гітара, бас, клавішні, продюсування, зведення, програмінг - Нік Мейсон (англ. Nick Mason) — ударні, перкусія - Річард Райт (англ. Richard Wright) — клавішні, вокал | |
| Технічний персонал - Боб Езрін (англ. Bob Ezrin) — продюсування - Ендрю Джексон (англ. Andrew Jackson) — звукорежисер - Майкл Кеймен (англ. Michael Kamen) — аранжування - Едвард Шермур (англ. Edward Shearmur) — оркестровка - Стів Маклафлін (англ. Steve McLoughlin) — запис оркестру - Кріс Томас (англ. Chris Thomas) — зведення - Ґері Уолліс (англ. Gary Wallis) — програмінг ударних - Джулз Боуен (англ. Jules Bowen) — помічник інженера - Кіт Ґрант (англ. Keith Grant) — інженер - Дуґ Сакс (англ. Doug Sax) — мастеринґ - Джеймс Гатрі (англ. James Guthrie) — мастеринґ - Джон Керін (англ. Jon Carin) — програмінґ - Клайв Брукс (англ. Clive Brooks) — технік - Філ Тейлор (англ. Phil Taylor) — технік | Запрошені музиканти - Ґай Пратт (англ. Guy Pratt) — бас - Тім Ренвік (англ. Tim Renwick) — гітара - Дік Перрі (англ. Dick Parry) — саксофон - Клавішні - Боб Езрін - Джон Керін - Бек-вокал - Керол Кен'ян (англ. Carol Kenyan) - Дурґа Макбрум (англ. Durga McBroom) - Джекі Шеріден (англ. Jackie Sheridan) - Ребекка Лей-Вайт (англ. Rebecca Leigh-White) - Сем Браун (англ. Sam Brown) |
| Оформлення - Проєктування - Пітер Керзон (англ. Peter Curzon) - Єн Райт (англ. Ian Wright) - Ілюстрація - Джон Вайтлі (англ. John Whitely) - Саллі Норріс (англ. Sally Norris) - Виготовлення скульптур - Аден Хайнс (англ. Aden Hynes) - Джон Робертсон (англ. John Robertson) | - Сторм Торґерсон (англ. Storm Thorgerson) — дизайн обкладинки - Кіт Бріден (англ. Keith Breeden) — креслення - Зйомка - Тоні Мей (англ. Tony May) - Руперт Труман (англ. Rupert Truman) - Стівен Піотровський (англ. Stephen Piotrowski) |

## Позиції в чартах та сертифікація

### Альбом
| Країна             | Вища позиція | Сертифікація  | Д.            |
| ------------------ | ------------ | ------------- | ------------- |
| Австралія          | 1            | —             | [ 40 ]        |
| Австрія            | 1            | —             | [ 40 ]        |
| Бельгія (Валлонія) | 39           | —             | [ 40 ]        |
| Велика Британія    | 1            | 2× Платиновий | [ 41 ] [ 1 ]  |
| Угорщина           | 11           | —             | [ 42 ]        |
| Німеччина          | —            | 3× Золотий    | [ 43 ]        |
| Італія             | 38           | —             | [ 44 ]        |
| Канада             | —            | 4× Платиновий | [ 45 ]        |
| Нідерланди         | 1            | —             | [ 40 ]        |
| Нова Зеландія      | 1            | —             | [ 40 ]        |
| Норвегія           | 1            | 2× Платиновий | [ 40 ] [ 46 ] |
| США                | 1            | 3× Платиновий | [ 1 ]         |
| Фінляндія          | —            | Золотий       | [ 47 ]        |
| Франція            | 118          | Платиновий    | [ 40 ] [ 48 ] |
| Швейцарія          | 1            | 2× Платиновий | [ 40 ] [ 49 ] |
| Швеція             | 1            | Платиновий    | [ 40 ] [ 50 ] |

| Рік  | Пісня                                                                                  | Позиція | Чарт             |
| ---- | -------------------------------------------------------------------------------------- | ------- | ---------------- |
| 1994 | «Take it Back» (edit)/«Astronomy Domine (live)»                                        | 73      | US               |
| 1994 | «Take It Back»                                                                         | 23      | UK Singles Chart |
| 1994 | «High Hopes» (album version)/«Keep Talking» (album version)/«One of These Days» (live) | 26      | UK Singles Chart |

## Деталі релізу
| Дата | Лейбл    | Формат | Каталог    |
| 1994 | EMI      | Касета | TCEMD 1055 |
| 1994 | Columbia | Касета | CT-64200   |
| 1994 | EMI      | LP     | 8289841    |
| 1994 | Columbia | CD     | 64200      |
| 2002 | Sony     | CD     | 7324       |
| 2005 | Sony     | CD     | 688        |
| 2007 | EMI      | CD     |            |
| 2008 | EMI      | CD     | 5111122    |